# Плотниця
Пло́тниця — ландшафтний заказник загальнодержавного значення (з 1980 р.). Розташований в Олевському районі Житомирської області, на північний схід від села Замисловичі, межує з Перганським лісництвом Поліського природного заповідника.
Площа 460 га. Перебуває у віданні Білокоровицького лісгоспзагу.
Являє собою комплекс сфагнового болота і прилеглих заболочених лісів. Тут виявлено рідкісні для України пухівково-сфагнові та багново-сфагнові угруповання зі сфагнами бурим та червоним і пригніченою сосною. У мочарах — рідкісні шейхцерієво-сфагнові ценози. Ліси заболочені, соснові та березово-соснові; у трав'яно-чагарниковому підрості зростає журавлина дрібноплода, яка занесена до Червоної книги України.
Своєрідний ландшафт Плотниці створює сприятливі умови для гніздування лісових і водно-болотних птахів, таких як: сова, дятел, лунь очеретяний, кулик, качка та інші. З ссавців водяться лось, свиня дика, куниця лісова, куниця кам'яна, бобер та ондатра.